# Calimera
Calimera (Καλημέρα, Kalimèra in grico) è un comune italiano di 6 654 abitanti della provincia di Lecce in Puglia.
Sorge nel Salento centrale, 16 km a sud del capoluogo provinciale. Appartiene alla storica regione della Grecìa Salentina, un'isola linguistica di nove comuni in cui si parla un antico idioma di origine greca, il grico.

## Geografia fisica

### Territorio
Il territorio del comune di Calimera, posto nella parte centro-orientale del Salento, ha una superficie di 11,14 km² per una densità abitativa di 621 abitanti per chilometro quadrato. La morfologia del territorio è pianeggiante; sorge a 56 m s.l.m. e confina a nord con i comuni di Castri di Lecce e Vernole, a est con i comuni di Melendugno e Carpignano Salentino, a sud con i comuni di Martano e Zollino, a ovest con i comuni di Martignano e Caprarica di Lecce.
- Classificazione sismica: zona 4 (sismicità molto bassa), Ordinanza PCM n. 3274 del 20/03/2003

### Clima
Dal punto di vista meteorologico Calimera rientra nel territorio del Salento orientale che presenta un clima mediterraneo, con inverni miti ed estati caldo umide. In base alle medie di riferimento, la temperatura media del mese più freddo, gennaio, si attesta attorno ai +10,6 °C, mentre quella del mese più caldo, agosto, si aggira sui +33 °C. Le precipitazioni, frequenti in autunno ed in inverno, si attestano attorno ai 626 mm di pioggia/anno. La primavera e l'estate sono caratterizzate da lunghi periodi di siccità.
Facendo riferimento alla ventosità, i comuni del Salento orientale sono influenzati fortemente dal vento attraverso correnti fredde di origine balcanica, oppure calde di origine africana. Secondo il proverbio popolare, durante il mese di Maggio il paese è particolarmente sferzato dal vento: sono i "venti di Roca", perché si dice che si scatenino dopo la festa della Madonna di Roca, il primo sabato di Maggio..
| Calimera                   | Mesi | Mesi | Mesi | Mesi | Mesi | Mesi | Mesi | Mesi | Mesi | Mesi | Mesi | Mesi | Stagioni | Stagioni | Stagioni | Stagioni | Anno |
| Calimera                   | Gen  | Feb  | Mar  | Apr  | Mag  | Giu  | Lug  | Ago  | Set  | Ott  | Nov  | Dic  | Inv      | Pri      | Est      | Aut      | Anno |
| -------------------------- | ---- | ---- | ---- | ---- | ---- | ---- | ---- | ---- | ---- | ---- | ---- | ---- | -------- | -------- | -------- | -------- | ---- |
| T. max. media (°C)         | 13,0 | 14,9 | 18,8 | 22,9 | 28,4 | 35,9 | 40,0 | 40,0 | 36,0 | 30,2 | 23,7 | 14,8 | 14,2     | 23,4     | 38,6     | 30,0     | 26,6 |
| T. min. media (°C)         | 8,2  | 10,8 | 15,7 | 17,9 | 22,1 | 23,9 | 25,4 | 26,0 | 26,2 | 25,6 | 17,0 | 10,0 | 9,7      | 18,6     | 25,1     | 22,9     | 19,1 |
| Precipitazioni (mm)        | 71   | 60   | 65   | 40   | 33   | 20   | 16   | 22   | 49   | 80   | 97   | 74   | 205      | 138      | 58       | 226      | 627  |
| Umidità relativa media (%) | 78,7 | 78,2 | 77,8 | 77,3 | 76,2 | 72,9 | 70,9 | 72,4 | 76,5 | 79,2 | 80,5 | 80,3 | 79,1     | 77,1     | 72,1     | 78,7     | 76,7 |

- Classificazione climatica di Calimera:[6]
  - Zona climatica: C
  - Gradi giorno: 1173

## Origini del nome
Secondo un'interpretazione controversa il nome Calimera deriverebbe dal greco Καλημέρα (Kalimèra), che significa buon giorno o, secondo alcuni studiosi, bella contrada (καλλά μερέα, kallá meréa). Altre ipotesi si rifanno, invece, a una derivazione bizantina del toponimo "cal/gal", presente anche nelle parole Alliste (originariamente Calliste) o Galugnano, seppur con sfumature diverse di significato. Tradizionalmente i calimeresi credono che derivi da un modo di dire degli abitanti di Martano, ipotetici fondatori del paese, che possedevano qui le loro ville: Pame, pame, ca sìmmeri ene kalì emèra!, che in italiano significa "Andiamo andiamo (nelle ville), che oggi è una bella giornata!". Da kalì emèra sarebbe dunque derivato il toponimo Calimera.

## Storia
Le origini del paese sono incerte. Seguendo un criterio cronologico possiamo dedurre, vista la presenza nelle campagne limitrofe del Dolmen Placa e della Specchia dei Mori (Segla u demonìu in grico), che il territorio fu abitato sin dall'Età del Bronzo. Inserita nel sistema viario romano della Via Traiana Calabra che collegava Otranto a Lecce e Brindisi, rappresentò subito un sito adatto a essere popolato. Come per gli altri centri ellenofoni del Salento, il dibattito storiografico lega la sua nascita a una presunta colonizzazione bizantina o a più antiche radici magnogreche.
Probabilmente il primo nucleo del paese nacque nell'area della Masseria San Biagio, dove esisteva un casale. Solo successivamente nacque il nucleo attuale. La primitiva pianta del paese era a "T", con tre strade e un vicolo abbastanza profondo nella zona dell'attuale piazza. Le vie primitive corrispondono alle attuali vie Costantini, Mayro e Montinari. Il vico era invece chiamato "corte Ospizio", a causa della presenza di un ospizio di proprietà dei Francescani. Su tutte e tre le strade erano presenti le tradizionali e caratteristiche case a corte. Solo lentamente iniziò la costruzione di nuove strade in quello che era un casale aperto medievale. Vennero realizzate l'attuale via Roma e solo nell'Ottocento venne creata la prima via costruita in maniera diritta, via Umberto I, venendo a mancare le esigenze difensive che avevano obbligato il piccolo centro grico a costruire vie contorte.
Sino e per tutto il XIX secolo il paese era completamente ellenofono, con un'economia limitata alla produzione del carbone e solo successivamente delle patate dolci. Agli inizi del XX secolo, vennero aperte le prime scuole pubbliche, che si tenevano spesso all'interno della casa dell'insegnante. Fu così che le prime famiglie (inizialmente solo quelle nobili) iniziarono ad apprendere l'italiano come seconda lingua. A partire dal secondo dopoguerra, i genitori, nel timore che i bambini non riuscissero ad apprendere l'italiano, iniziarono a non trasmette più alla prole l'idioma greco, passando al dialetto o ad un rudimentale italiano. Con l'avvento della scuola dell'obbligo, a partire dagli anni '60 nessun bambino imparò più il grico. Attualmente la società calimerese si è completamente omologata linguisticamente a quella italiana. Pochi sono gli appassionati che cercano di riportate la lingua greca all'antico splendore, con risultati anche soddisfacenti: si sta infatti riscoprendo la propria identità grica, con diverse persone che hanno imparato volontariamente il grico. Sono state riprese anche le antiche tradizioni musicali: si è ritornato a cantare la passione in grico durante la Settimana Santa, i gruppi musicali che hanno parte del proprio repertorio in grico si moltiplicano e anche se una resurrezione linguistica sembra ancora lontana, è stato garantito un proseguimento culturale all'antica lingua.
È probabile che l'attuale centro urbano sia sorto nei pressi di un insediamento risalente all'XI secolo, al centro di un'area archeologica che mostra frequentazioni dal II al XV secolo d.C. A testimoniare quanto detto, rimangono le tracce di un insediamento medievale (tombe, fosse frumentarie, grotte, tracciati viarii).
Sino agli inizi del XVII secolo il credo della popolazione era di Rito bizantino, anche se la parrocchia apparteneva alla diocesi di Otranto di rito latino. A seguito dei rigori imposti dal Concilio di Trento, il rito greco iniziò rapidamente a declinare. L'ultimo papas greco di Calimera, Sigismondo o Gismondo de Matteis, venne sostituito da un parroco latino, don Troylo Licci. Rapidamente venne abbattuto il tempio greco, sostituito dall'attuale matrice, e l'archivio parrocchiale andò bruciato. Curioso è il fatto che fino a 50 anni fa il parroco veniva ancora chiamato papas o papa.
Interessata dalle numerose invasioni dei saraceni e dei Turchi ottomani, la cittadina fu legata alle vicende della vicina Martano, di cui fu "annesso borgo" (frazione), e alle famiglie che la ebbero in feudo. Verso la metà del XVI secolo era di proprietà del marchese Del Monte, passò poi a Don Luigi Trani, al duca Lorenzo Brunossi e al marchese Sebastiano Gadaleta.

### Simboli
Il simbolo dello stemma di Calimera è un sole splendente ed è stato riconosciuto con D.P.C.M. dell'11 maggio 1957. Il sole deriva dall'origine del nome del paese dal greco kalos ("bello") ed emera ("giorno"). Nella simbologia araldica il sole rappresenta l'immortalità e la regalità.
Descrizione dello stemma:
(D.P.C.M. 11 maggio 1957)
Il gonfalone, concesso con D.P.R. del 14 luglio 1957, è un drappo di azzurro.

## Monumenti e luoghi d'interesse

### Architetture religiose

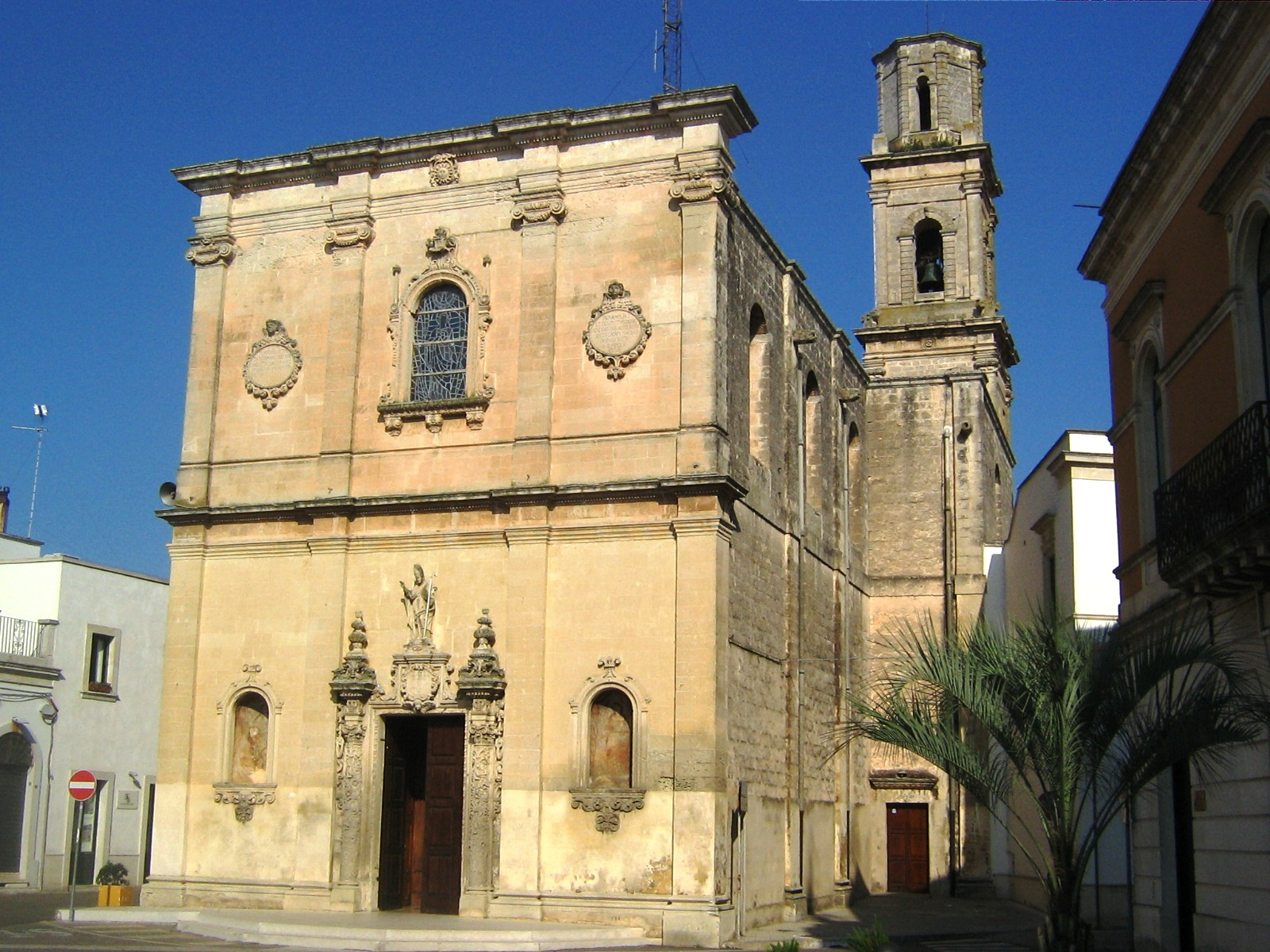
Chiesa Madre

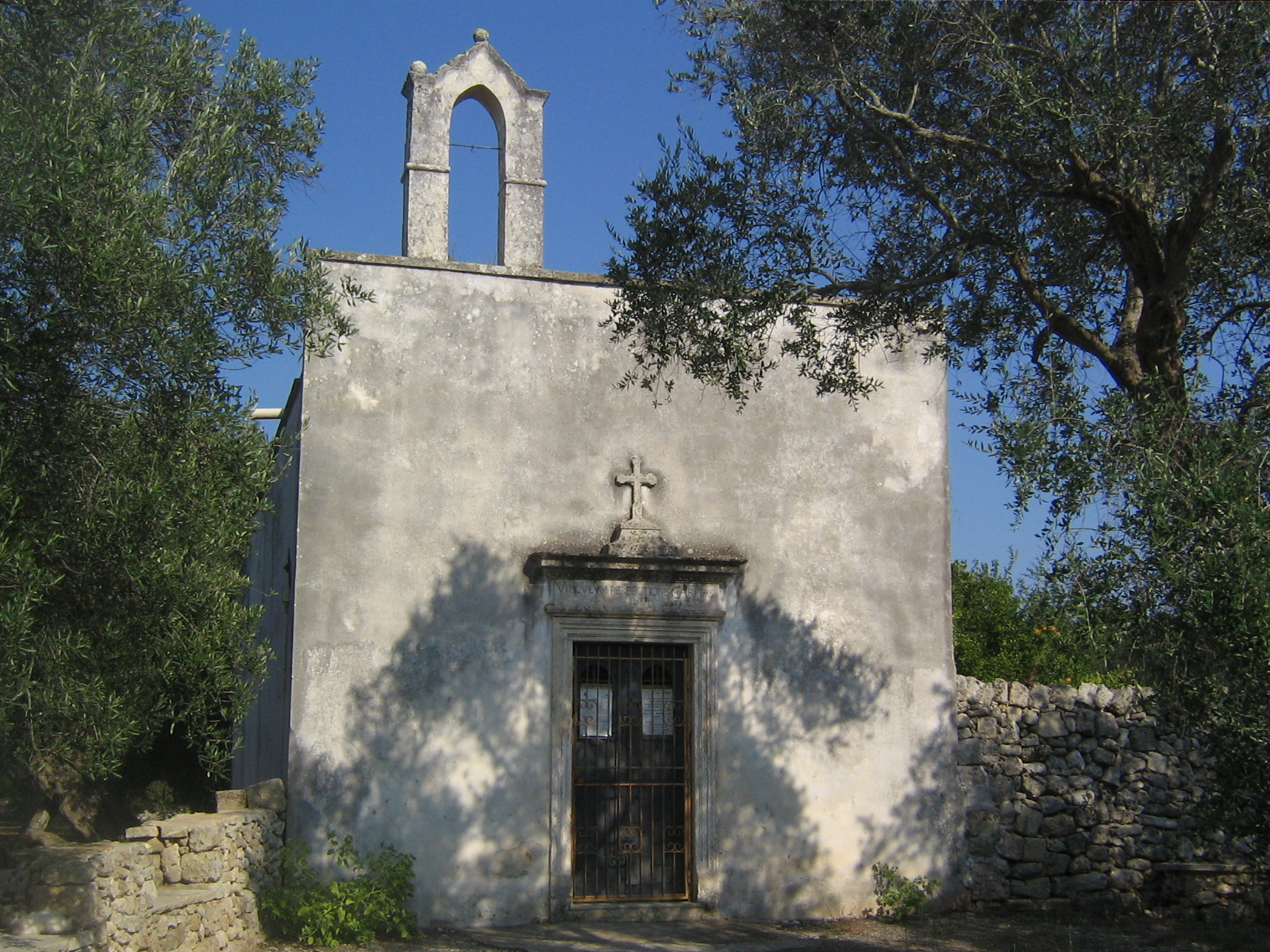
Chiesa di San Vito

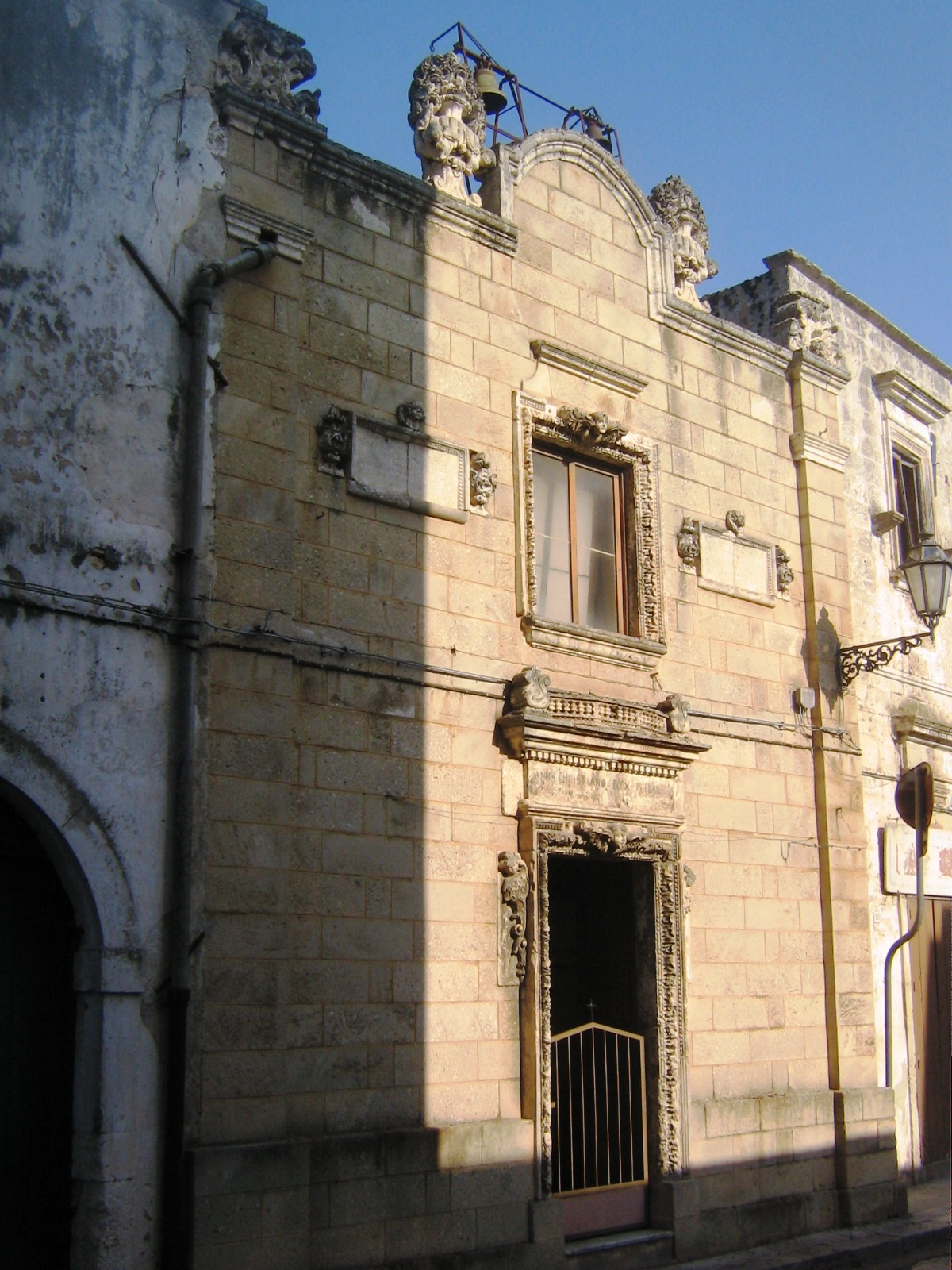
Chiesa di Sant'Antonio

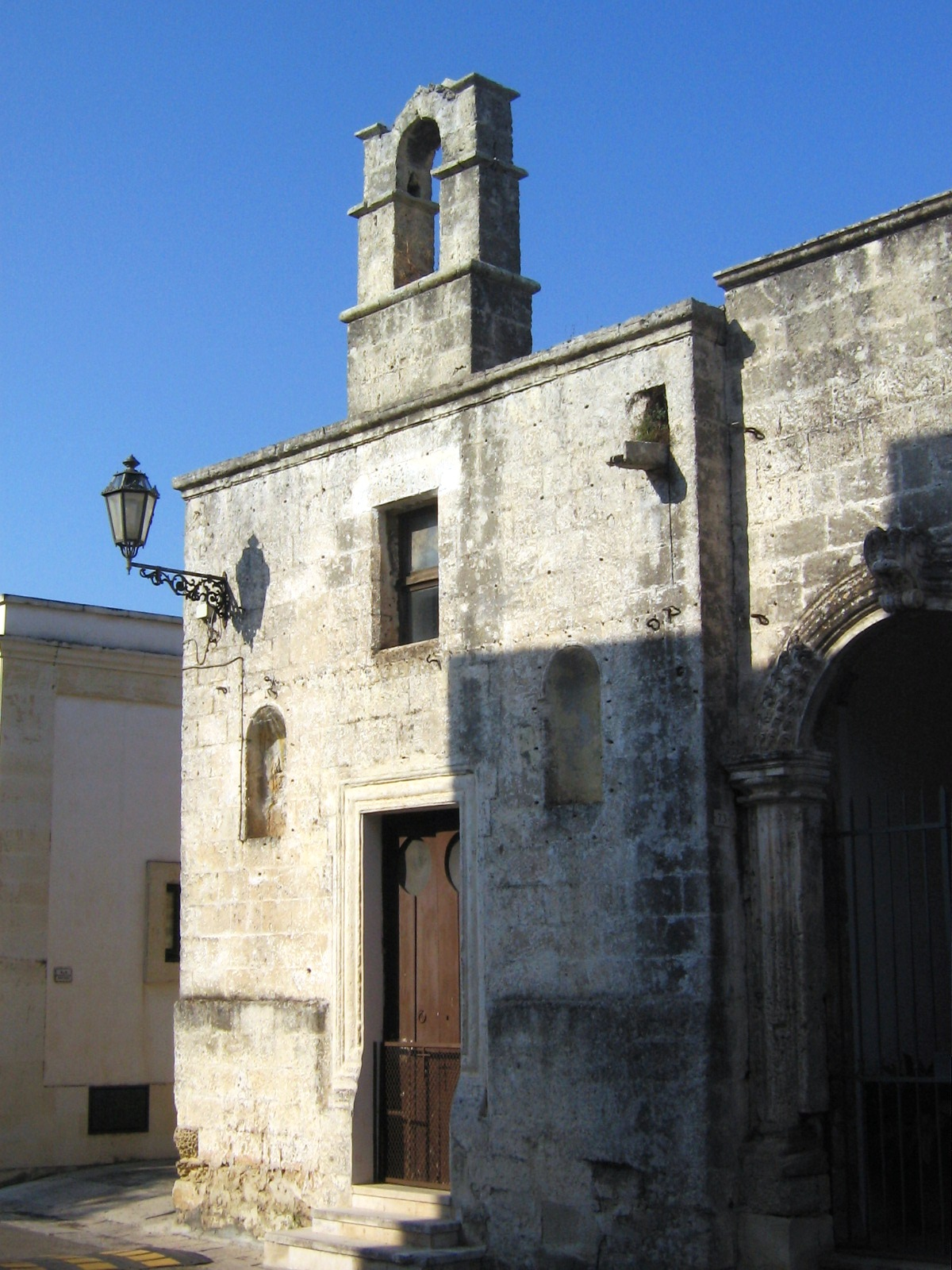
Chiesa Madonna del Carmine

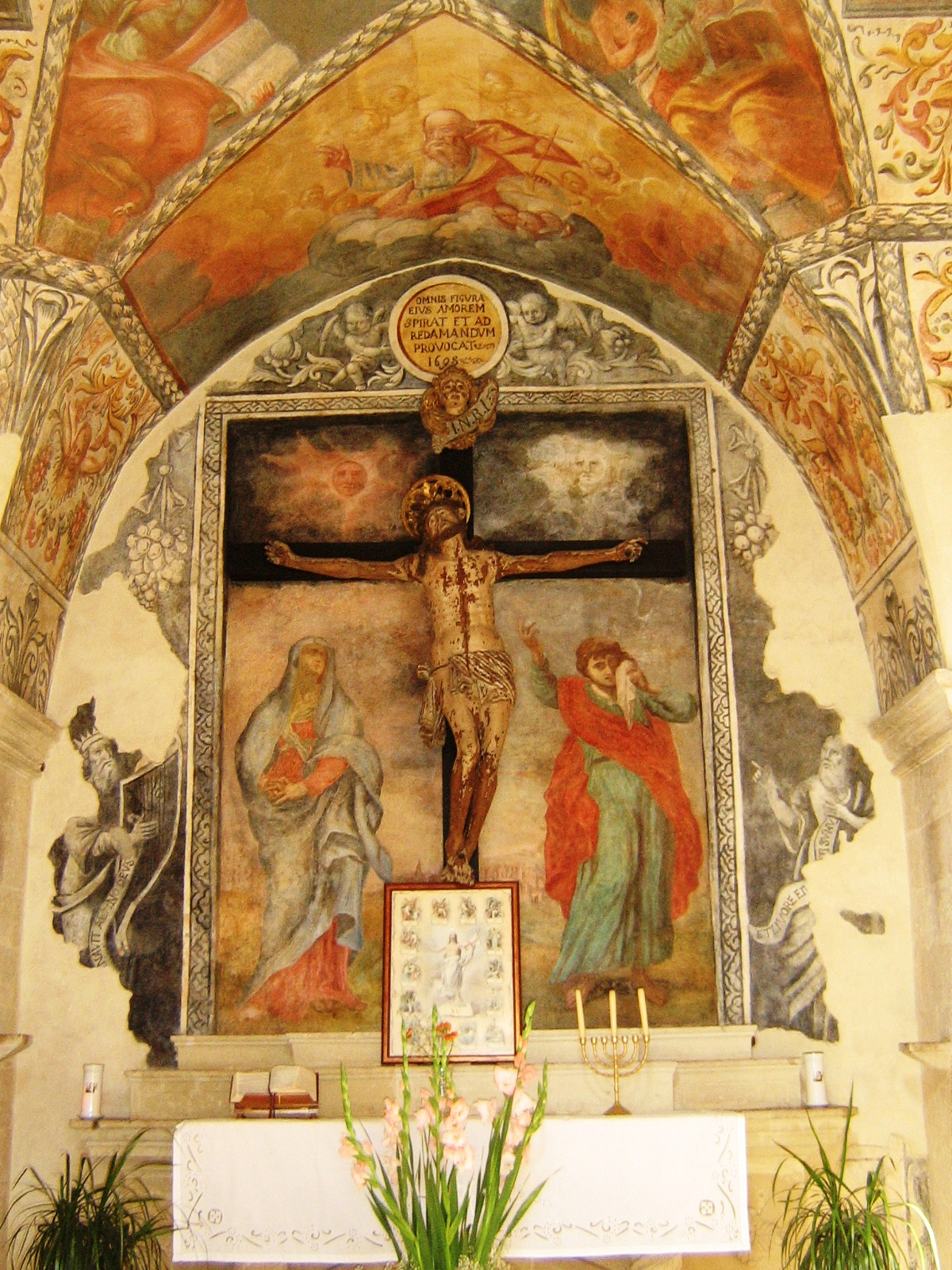
Cappella del Crocifisso-Interno

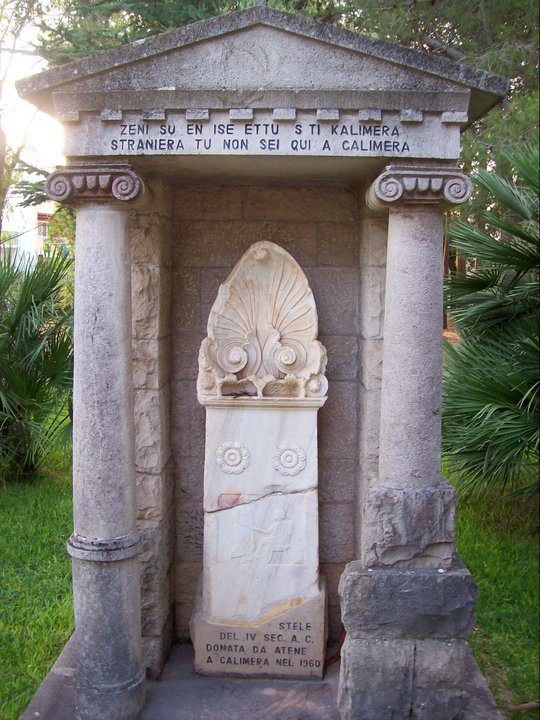
Stele di Calimera

#### Chiesa madre
Dedicata al protettore San Brizio, è un ampio edificio a navata unica sorto nel 1689 sulle rovine di un tempio più antico a due navate. È situata nella centrale Piazza del Sole. Possiede un prospetto rettangolare, diviso in due ordini, con un ampio portale barocco, sul quale troneggia la statua in pietra leccese del titolare.

#### Chiesa dell'Immacolata
È la seconda, per grandezza, dopo la Chiesa Parrocchiale. Edificata nel 1636 (si dice che fosse l'antica parrocchiale) ha subito nel corso del XX secolo radicali mutamenti, come lo smantellamento del coro ligneo e la sostituzione del pavimento maiolicato.
Presenta un unico altare in pietra leccese, che riporta una tela rappresentante la Vergine Immacolata in gloria con ai piedi Sant'Oronzo, San Pietro, Sant'Antonio da Padova, San Paolo e il patrono San Brizio. Nella chiesa aveva sede la Confraternita dell'Immacolata, esistita fino agli anni '80 del XX secolo. Nel tempietto sono presenti le statue dell'Immacolata, dell'Addolorata e del Cristo Morto.

#### Chiesa della Madonna di Costantinopoli
Esistente già nel XVI secolo, fu abbattuta negli anni settanta del Novecento per far posto all'edificazione di uno stabile, all'interno del quale è conservato un affresco, datato 1603, dedicato alla Madonna di Costantinopoli. L'affresco testimonia la convivenza del rito greco e di quello latino nella rappresentazione pittorica degli abiti talari dei due vescovi effigiati, l'occidentale Sant'Eligio e l'orientale Sant'Elia.

#### Chiesa di San Vito e Sacra Roccia di San Vito
Ubicata nella campagna a est del cimitero, vicino a uno degli ingressi dell'antico Bosco di Calimera, risale almeno al Quattrocento. Al centro dell'unica navata, sporge dal pavimento un megalite calcareo di epoca precristiana, detto Sacra Roccia di San Vito, con un foro nel mezzo (men-an-tol, ovvero pietra forata). La tradizione vuole che nel giorno di Pasquetta la gente passi attraverso il foro per purificarsi. Questa usanza si fa risalire ai riti propiziatori della fertilità. Il sasso presenta nella parte superiore i resti dell'affresco che raffigura San Vito Martire.

#### Chiesa di San Biagio
È una chiesa semiipogea medievale situata in aperta campagna, sulla strada che conduce a Melendugno. La chiesa è ciò che rimane di un insediamento di laure basiliane. Sorge in un'area di grande interesse storico con testimonianze che vanno dal II al XV secolo d.C.
L'edificio, attualmente in fase di restauro, presenta all'interno un affresco settecentesco raffigurante San Biagio e Sant'Eligio.
Il nucleo originario, la cappella vera e propria, affonda le sue origini sino all'anno 1000. Era il centro di un piccolo casale di cui oggi rimangono pochissime tracce. Decaduto il casale, anche la chiesa iniziò a deteriorarsi, sinché nel 1758 venne restaurata. Venne realizzato l'affresco sopra all'altare e la struttura fu inglobata in una struttura più ampia, che inglobava la chiesa al piano inferiore mentre nel piano superiore venne realizzato un piccolo alloggio per i monaci. L'alloggio era dotato di uno spioncino in modo che i padri potessero avvistare le numerose bande di banditi che in quel periodo battevano la zona. Col passare del tempo, la struttura subì un nuovo declino, tanto che venne declassata a fienile dopo la rimozione della pietra santa. Il livello del terreno fu rialzato fino al livello della campagna e la struttura divenne un fienile. Solo nel secolo scorso a cura dell'associazione Ghetonìa l'edificio fu ripulito e sottoposto a restauro. Ad oggi, gli attuali proprietari dell'agro in cui la chiesa è situata, hanno dato il via ad un importante lavoro di restauro e ricostruzione, che renderà definitivamente la chiesa semiipogea sicura e visitabile per gli anni a venire.

### Altro

#### Via Costantini (già Vico de li Sette Dolori)
Il tratto iniziale provenendo da Piazza del Sole presenta interessanti esempi di edilizia sei/settecentesca. Nel vico San Vito è possibile osservare la caratteristica gerarchia degli spazi che si snodano fra strada, spazio semipubblico e spazio privato. Al civico 41, la casa a corte bassa è un esempio di dimora contadina povera. Al n. 52, in un'altra casa a corte, è ospitata la "Casa-museo della Civiltà Contadina e della Cultura Grika", allestita dal Circolo Culturale Ghetonìa nel 2003. Gli oggetti della cultura materiale sono esposti in ambienti organizzati a tema (cucina, casa, campagna, tradizioni e artigianato, storia, architettura e archeologia); brani di musica tradizionale grica accompagnano i visitatori nei vari ambienti. Possono inoltre essere consultate la biblioteca (comprende circa 4000 volumi specializzati nella Grecìa Salentina e nel Salento, tesi di laurea, corrispondenza fra studiosi), emeroteca (con circa 14000 articoli catalogati, riguardanti l'area ellenofona), materiali multimediali (videocassette, cd e cd-rom, DVD). Presso la struttura si svolgono progetti di Servizio Civile Nazionale, Tirocini formativi universitari, ricerche per l'elaborazione di tesi di laurea e di dottorato, indagini e studi sul territorio greco-salentino.
Nella via è situata la cappella della Madonna Addolorata. La chiesa è in pessimo stato. L'antica tela raffigurante la Madonna addolorata, mandata ad Otranto per un restauro, non è più tornata a Calimera a causa delle pessime condizioni del tempietto e oggi è conservata nel Museo diocesano.

#### Via Montinari (già Vico del Carmine)
Via Montinari è l'asse viario più importante del centro.
Si incontra la chiesa di Sant'Antonio accanto alla quale un tempo sorgeva un "hospitale" che accoglieva i pellegrini e la gente di passaggio. La chiesa ha un originale e armonico prospetto ma, nell'interno, sono evidenti i rifacimenti subiti negli ultimi secoli.
Alcuni anni fa sono stati eseguiti dei lavori di restauro e, nell'occasione, il prospetto è stato arretrato, conservando però intatte le sue linee. Durante tali lavori è stata scoperta, nel centro del pavimento, una sepoltura con i resti del sacerdote Marino Licci, Plebanus VI Latinus, che volle lì essere sepolto. Presenta una tela con un dipinto raffigurante la Visitazione in cattivo stato di conservazione. In tempi andati, fu importante per il paese in quanto sede della disciolta Pia Unione di San Brizio, esistita sino agli anni '80 del XX secolo. A ricordo di ciò in cima all'altare vi è un'immagine del santo.
La strada presenta inoltre delle belle corti, come quella di San Calimero e di San Paolo. Molte delle case a corte di Calimera sono dotate di vano antistante, il sappuèrtu, che serviva come deposito degli attrezzi e ricovero degli animali.
A metà del percorso vi è una Piazza con il monumento ai Caduti. Originariamente collocato in Piazza del Sole, il bronzo, collocato su di un alto piedistallo in marmo di Carrara, sul quale sono stati incisi i nomi dei caduti di Calimera nelle ultime guerre, rappresenta la Vittoria ed è opera del Bortone, artista ruffanese.
Superando Piazza dei Caduti, si trova la cappella del Carmine con un antico soffitto a capriate: sulla finestra è riportata la data 1577. La cappella conserva un dipinto della Madonna del Carmelo e una statua portante il medesimo titolo. Accanto, il bel portale di palazzo Montinari, che pare fu la residenza dell'ultimo protopapás di rito greco, Sigismondo De Matteis, morto nel 1621.

#### Via Mayro (già Vico de la Concezione)
Su via Mayro al civico 51, si incontra il palazzo Mayro, con un nucleo del 1600. Quasi di fronte, al n. 46, si trova la casa natale dell'ellenista Vito Domenico Palumbo. Sempre in via Mayro incontriamo la corte e la cappella del Crocifisso del 1698. La volta è tutta affrescata con l'immagine dello Spirito Santo al centro e dei quattro evangelisti. Sull'altare è presente un grande Crocifisso ligneo del Seicento, attribuito a Placido Buffelli.

#### Giardini pubblici
I giardini pubblici di Calimera si trovano alla fine di via Montinari. Raccontano le vicende dell'etnia dalle due lingue e dell'impegno al recupero di un'identità sociale che, con la modernizzazione, ha rischiato di scomparire totalmente.
Tra i busti di Vito Domenico Palumbo, del De Santis e del Gabrieli, spicca la Stele marmorea del IV secolo a.C., donata dalla città di Atene a Calimera nel 1960 (nel 1957, l'allora Sindaco di Calimera, Giannino Aprile, aveva indirizzato al Sindaco di Atene una lettera chiedendo un avanzo architettonico o, almeno, un sasso dell'Acropoli come simbolo della comune origine e di un'ideale continuità di rapporti: la sua lettera fu pubblicata in molti quotidiani di Atene).
La Stele è in puro marmo attico e proviene dal Museo nazionale di Atene. Reca incise le parole "Patroclia di Proclide da Atmon", località presso Marussi, nei sobborghi di Atene, dove venne rinvenuta. La Stele, di fattura perfetta, con un bassorilievo rappresentante il Saluto di Patroclia, è sormontata da una palmetta ed è ornata di fiori simboleggianti la serenità rassegnata della morte. È uno dei migliori esemplari di monumenti funebri conosciuti: per la sua perfetta armonia incanta chi la guarda anche se il bassorilievo centrale è un po' corroso dal tempo e il fusto, rotto trasversalmente, è saldato. È sistemata in un'edicola in pietra viva di Soleto, sul cui timpano è inciso "'Zeni 'su en ise ettù ‘sti Kalimera / Straniera tu non sei qui a Calimera" (traslitterato in Greco sarebbe: Ξένη 'σού 'εν είσαι εττού στη Καλημέρα), verso tratto dall'omonima poesia di Brizio Montinaro, attore e scrittore.

### Monumenti

#### Dolmen Placa

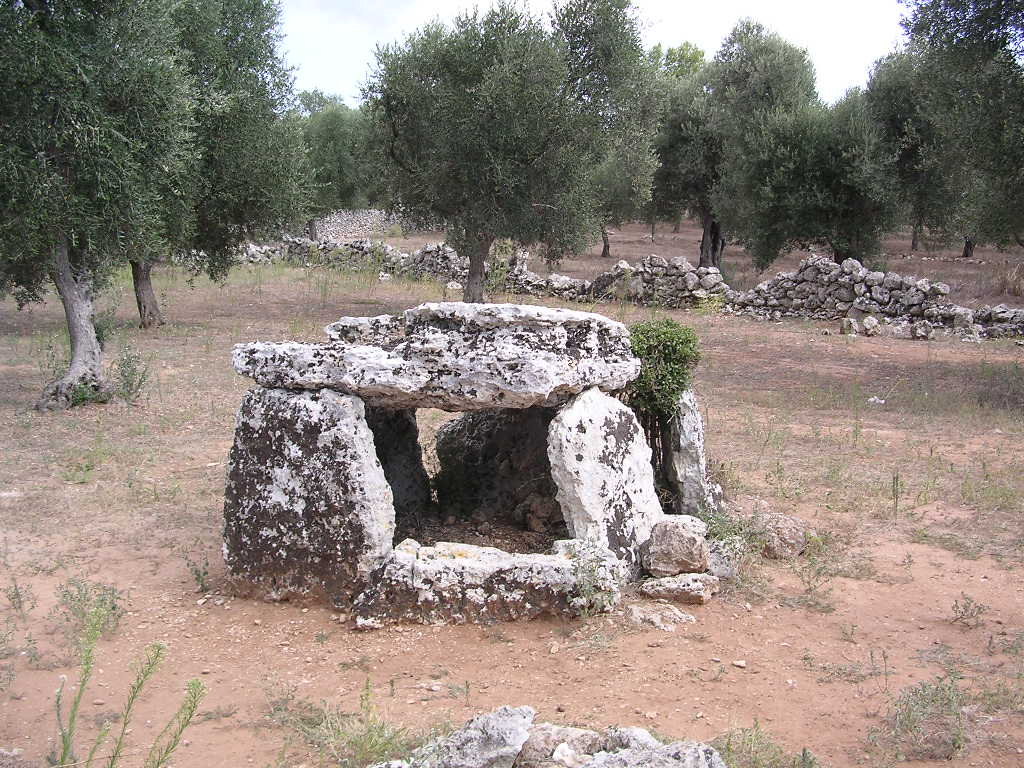
Dolmen Placa.

Nei dintorni di Calimera si trovano numerosi monumenti megalitici, fra cui i dolmen, monumenti sepolcrali costituiti da tre o più lastre conficcate nel suolo e sormontate da un'altra lastra di dimensioni maggiori, poggiante sulle prime.
A 3 km dal paese, sulla strada che porta a Melendugno, addentrato di un chilometro sulla destra tra gli ulivi, si trova il famoso Dolmen Placa, scoperto da Cosimo De Giorgi.
Monumento alla chiesa della Theotòkos

## Società

### Evoluzione demografica
Abitanti censiti

### Etnie e minoranze straniere
Al 31 dicembre 2020 a Calimera risultano residenti 114 cittadini stranieri. Le nazionalità principali sono:

Dislocazione dei comuni della Grecìa Salentina

- Romania - 37
- Bulgaria - 15

### Lingue e dialetti
A Calimera, comune della Grecìa Salentina, oltre al dialetto salentino, si parla il grico.
Il grecanico o grico è un dialetto (o gruppo di dialetti) di tipo neo-greco residuato probabilmente di una più ampia e continua area linguistica ellenofona esistita anticamente nella parte costiera della Magna Grecia. I greci odierni chiamano la lingua Katoitaliótika (Greco: Κατωιταλιώτικα, "Italiano meridionale"). La lingua, scritta in caratteri latini, presenta punti in comune con il neogreco e nel frattempo vocaboli che sono frutto di evidenti influenze leccesi o comunque neolatine.
La lingua, parlata prevalentemente dalla popolazione più adulta, è stata inserita come materia di studio nelle scuole primarie.

## Cultura

### Istruzione

#### Biblioteche
- Biblioteca comunale "Giannino Aprile"
- Bibliomediateca di Ghetonìa presso la Casa-museo

#### Scuole
Insistono a Calimera una scuola dell'infanzia; una scuola primaria; una scuola media inferiore.

#### Musei
- Museo di Storia Naturale del Salento

Situato sulla S.P. per Borgagne, al Km 1, comprende i dipartimenti di Paleontologia, Paleantropologia, Entomologia, Erpetologia, Ornitologia e le sezioni di Mineralogia, Malacologia, Mammologia, Embriologia e teratologia, sono in fase di progettazione le sezioni di Astronomia e Planetario, di Geologia e Petrografia, di Botanica; ospita inoltre acquari e terrari, fedeli ricostruzioni ambientali, nei quali sono raccolte diverse varietà di anfibi e rettili. Il museo è nato nel 1996, la sua gestione è ora affidata ad un gruppo di ricercatori riuniti nella Cooperativa NATURALIA, che vede come presidente il dott. Antonio Durante, come vicepresidente il dott. Luigi Tommasi e come consigliere il dott. Nico Cucurachi.
Presso la stessa sede ha luogo l'Osservatorio Faunistico della Provincia di Lecce, centro di accoglienza per animali selvatici ed esotici, feriti o debilitati, che una volta guariti vengono reintrodotti in natura; si tratta anche di un centro di affidamento permanente per gli animali esotici abbandonati che non possono essere reintrodotti in habitat naturale. Sono accolti mediamente ben 1 000 esemplari l'anno. L'Osservatorio è dotato di numerose voliere esterne in cui sono ricoverati gli animali in cura o in affidamento. Interventi particolari sono stati fatti negli ultimi anni per la riproduzione e la reintroduzione delle testuggini terrestri, nonché per il recupero e la cura delle tartarughe marine in difficoltà in collaborazione con la Stazione Zoologica "Anton Dohrn".
- Casa-museo della Civiltà Contadina e della Cultura Grika

Realizzata nel 2003 dal Circolo Culturale Ghetonìa in una caratteristica casa a corte nel centro storico, costituisce l'ideale porta di accesso a Calimera ed alla Grecìa Salentina. Punto di riferimento per turisti, studiosi e studenti, ospita una biblioteca specializzata che consente l'approfondimento della conoscenza dell'isola linguistica della Grecìa Salentina, a partire dalla lingua e letteratura di origine greca, il griko. Il museo è allestito in sette ambienti a tema (La cucina, la casa, la campagna, l'artigianato e le feste, la storia, archeologia ed architettura, uno spazio mostre il punto di ingresso ed accoglienza ed infine la bibliomediateca). Quella che si realizza nella struttura museale è, più che una visita, una esperienza di conoscenza e di scambio. Ad aiutare e approfondire la conoscenza sono disponibili oltre sessanta pubblicazioni sul territorio realizzate da Ghetonìa e disponibili presso il museo. 
Partendo dalla Casa-museo, si può conoscere il centro storico e, fuori dal paese, la cappella di San Vito con la roccia forata, l'area archeologica di San Biagio, con una chiesa semiipogea, grotte, un antico cimitero tardo-bizantino, percorsi viari come la Traiana-calabra che proprio in quest'area vedeva la presenza della "Mutatio ad Duodecimum", la stazione di posta a dodici miglia da Lecce e a tredici da Otranto.

### Eventi

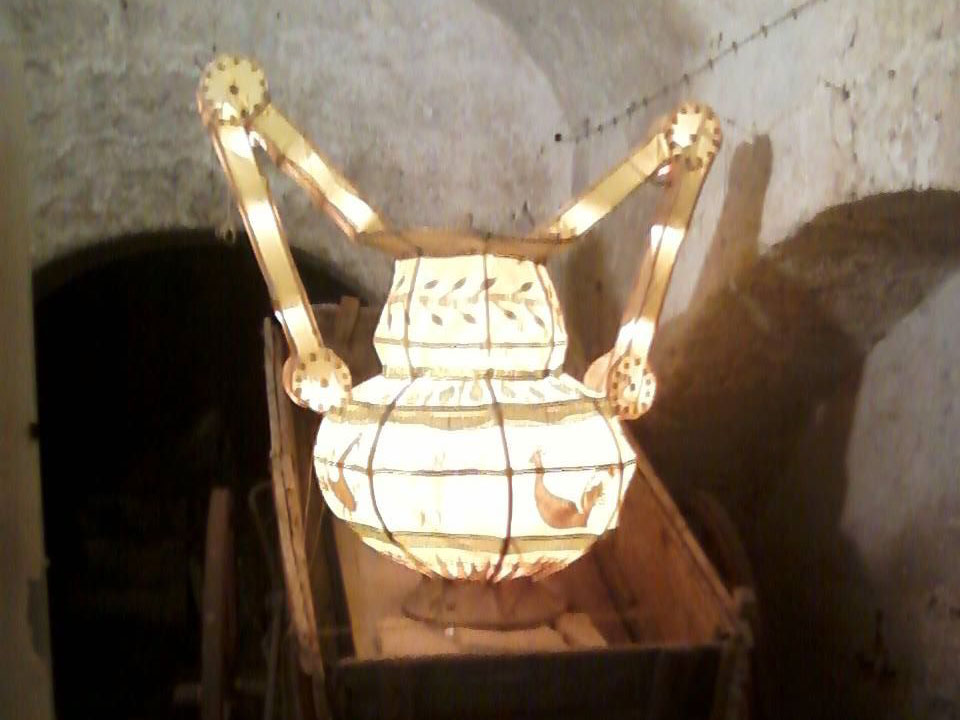
Un lampione a forma di trozzella

- Festa patronale in onore di San Brizio nei giorni 28 e 29 luglio.

I solenni festeggiamenti in onore del santo vescovo iniziano il 22 luglio. In questo giorno, al termine della Messa vespertina, la statua del santo viene esposta alla pubblica venerazione. Portato a spalla, il simulacro viene portato sul sagrato della chiesa e solitamente si tiene un breve spettacolo pirotecnico .
Inizia in questo il solenne settenario di preghiera in preparazione alla festa.
Per tutti i sette giorni, il popolo accorre in chiesa ad invocare l'intercessione di San Brizio per le anime del Paese.
La vigilia della festa, il 28 luglio, si apre con l'esplosione dei colpi secchi. La mattina alle 6.30 si recitano le Lodi, il Rosario e l'ultima tappa del Settenario. Segue la celebrazione della messa.
A sera, dopo la celebrazione della Santa Messa vespertina, la reliquia del frammento del cranio del santo viene presa dal Parroco e portata solennemente in processione, seguita dal simulacro del Santo. Davanti alla reliquia, esce anche la bandiera-stendardo della disciolta confraternita Pia Unione San Brizio. La processione attraversa ogni anno un settore diverso del paese. A metà del percorso, vengono esplosi dei fuochi pirotecnici. Infine, la processione fa rientro nella piazza del paese. Qui il parroco benedice il popolo con la reliquia del Santo. Si accende allora l'apparato di luci, che rischiarerà la notte e quella successiva.
Il 29 luglio è caratterizzato da numerose sante messe e dalle famiglie che usano riunirsi per pranzare insieme . A sera, l'apparato si riaccende e la piazza si riempie. La banda inizia a suonare e la festa continua sino a tarda notte. Per tutta la serata, una lunga fila si snoda nella chiesa dove la gente bacia la reliquia di San Brizio. A tarda notte, tra le 3 e le 4, viene suonato il Bolero, che chiude la festa.
La statua del Santo rimarrà invece esposta per due altre settimane, quando sarà riposta nella custodia abituale.
- Festa patronale in onore di Maria Santissima di Roca Vecchia il primo sabato e la prima domenica di Maggio.
- Festa dei lampioni (decorazioni con cui vengono addobbate le strade nei giorni della festa; hanno una struttura in canna di palude e sono rivestite di carta velina con all'interno una luce per illuminarli) tenuta in onore di san Luigi Gonzaga nei giorni 20-21-22 giugno. Alla festa è abbinata la sagra de lu cuturusciu (tarallo morbido)
- Festa rionale di sant'Antonio di Padova (zona 167), il 13 Giugno .

## Economia
Oggi attivo centro nel terziario, noto per la sua vivacità culturale, Calimera era in passato costretta ad attività marginali dell'agricoltura, per la povertà del suo feudo. La sua popolazione era nota per la produzione del carbone, attività che proveniva dall'utilizzo del legname del grande bosco di lecci che copriva la zona.
Parallelamente a questa produzione si creó comunque una discreta attività di commercio dello stesso carbone, ma anche di altro.

## Infrastrutture e trasporti

### Strade
I collegamenti stradali principali sono rappresentati da:
- Strada statale 16 Adriatica Lecce-Maglie

Il centro è anche raggiungibile dalle strade provinciali interne: SP26 Calimera-Martano, SP29 Calimera-Melendugno, SP30 Calimera-Martignano, SP140 Calimera-Castri di Lecce, SP141 Calimera-Vernole.

## Amministrazione
Di seguito è presentata una tabella relativa alle amministrazioni che si sono succedute in questo comune.
| Periodo           | Periodo           | Primo cittadino             | Partito                     | Carica  | Note   |
| ----------------- | ----------------- | --------------------------- | --------------------------- | ------- | ------ |
| 22 agosto 1986    | 16 agosto 1990    | Vincenzo Fazzi              | Democrazia Cristiana        | Sindaco | [ 13 ] |
| 16 agosto 1990    | 8 giugno 1991     | Pantaleo Mattei             | Democrazia Cristiana        | Sindaco | [ 13 ] |
| 11 giugno 1991    | 27 maggio 1993    | Giorgio Vannarosario Aprile | -                           | Sindaco | [ 13 ] |
| 22 luglio 1993    | 10 giugno 1996    | Rocco Montinaro             | Partito Socialista Italiano | Sindaco | [ 13 ] |
| 10 giugno 1996    | 17 aprile 2000    | Francesco Rocco Panese      | centro-sinistra             | Sindaco | [ 13 ] |
| 17 aprile 2000    | 5 aprile 2005     | Francesco Rocco Panese      | centro-sinistra             | Sindaco | [ 13 ] |
| 5 aprile 2005     | 30 marzo 2010     | Giuseppe Rosato             | lista civica                | Sindaco | [ 13 ] |
| 30 marzo 2010     | 1º giugno 2015    | Giuseppe Rosato             | lista civica                | Sindaco | [ 13 ] |
| 1º giugno 2015    | 21 settembre 2020 | Francesca De Vito           | lista civica                | Sindaco | [ 13 ] |
| 21 settembre 2020 | in carica         | Gianluca Tommasi            | lista civica                | Sindaco | [ 13 ] |

### Gemellaggi
- Lefkimmi, municipalità della prefettura di Corfù
- Halandri, sobborgo di Atene